# The Ultimate Fighter: Team Cormier vs. Team Sonnen
The Ultimate Fighter 33 (também conhecido como TUF 33) é a edição de 2025 do reality show de artes marciais mistas produzido pelo Ultimate Fighting Championship (UFC), transmitido pelo ESPN+ e UFC Fight Pass. A temporada marca o 20º aniversário do programa The Ultimate Fighter. Esta edição contará com lutadores do sexo masculino nas categorias peso-mosca e peso-meio-médio. A seleção dos participantes ocorreu entre os dias 4 de novembro e 13 de dezembro de 2024, e a exibição dos episódios teve início em 27 de maio de 2025, com novos capítulos sendo lançados todas as terças-feiras.
O ex-campeão peso-pesado e meio-pesado do UFC Daniel Cormier e o ex-desafiante ao cinturão dos meio-pesados e médios Chael Sonnen devem atuar como treinadores da temporada.
Esta temporada do TUF conta com quatro atletas brasileiros entre os participantes. O peso-mosca Eduardo "Chapolin" Henrique, natural de Buritama, São Paulo, é ex-campeão peso-mosca do LFA e atualmente treina em Costa Mesa, Califórnia. No peso-meio-médio, o paulista Diego Bianchini, da equipe Fighting Nerds, representa a capital São Paulo. Outro meio-médio é Richard Martins, que treina em Campinas, São Paulo. Completa a lista o carioca Rodrigo Sezinando, também meio-médio, que atualmente treina em Vancouver, no Canadá.

## Elenco

### Treinadores
| Time Cormier: - Daniel Cormier, Treinador principal - Tiago Beowulf - Rosendo Sanchez - Bob Cook - John Wood - Michael Chiesa - Julius Creed | Time Sonnen: - Chael Sonnen, Treinador principal - Clayton Hires - Stephen Smith - Jamie Huey - Colby Covington - Mason Fowler |

### Lutadores
- Time Cormier
  - Pesos-moscas: Alibi Idiris, Eduardo Henrique, Imanol Rodriguez e Tumelo Manyamala.
  - Pesos-meio-médios: Alex Sanchez, Daniil Donchenko, Jeff Creighton e Rodrigo Sezinando.
- Time Sonnen
  - Pesos-moscas: Roybert Echerverria, Furkatbek Yokubov, Arshiyan Memon e Joseph Morales.
  - Pesos-meio-médios: Matt Dixon, Richard Martins, Diego Bianchini and Andreeas Binder.

| Treinador | 1ª Escolha                | 2ª Escolha                     | 3ª Escolha                | 4ª Escolha                    | 5ª Escolha                  | 6ª Escolha                   | 7ª Escolha               | 8ª Escolha                   |
| --------- | ------------------------- | ------------------------------ | ------------------------- | ----------------------------- | --------------------------- | ---------------------------- | ------------------------ | ---------------------------- |
| Cormier   | Eduardo Henqrique (Mosca) | Rodrigo Sezinando (Meio-Médio) | Alibi Idiris (Mosca)      | Daniil Donchenko (Meio-Médio) | Imanol Rodriguez (Mosca)    | Jeff Creighton (Meio-Médio)  | Tumelo Manyamala (Mosca) | Alex Sanchez (Meio-Médio)    |
| Sonnen    | Joseph Morales (Mosca)    | Diego Bianchini (Meio-Médio)   | Furkatbek Yokubov (Mosca) | Matt Dixon (Meio-Médio)       | Roybert Echerverria (Mosca) | Richard Martins (Meio-Médio) | Arshiyan Memon (Mosca)   | Andreeas Binder (Meio-Médio) |